# ریزتراکنش
ریزتراکنش (به انگلیسی: Microtransaction) یک مدل کسب‌وکار است که در آن بازیکنان با استفاده از پول واقعی محصولات مجازی خود را خرید می‌کنند.  ریزتراکنش‌ها اغلب در بازی‌های رایگان استفاده می‌شود تا یک منبع درآمد برای توسعه‌دهنده باشد.  این روش بیشتر در بازی های موبایلی و رایانه‌ای دیده می شود.